# Green Forest
Green Forest è un comune degli Stati Uniti d'America, situato in Arkansas, nella contea di Carroll.